# Servicio de inteligencia

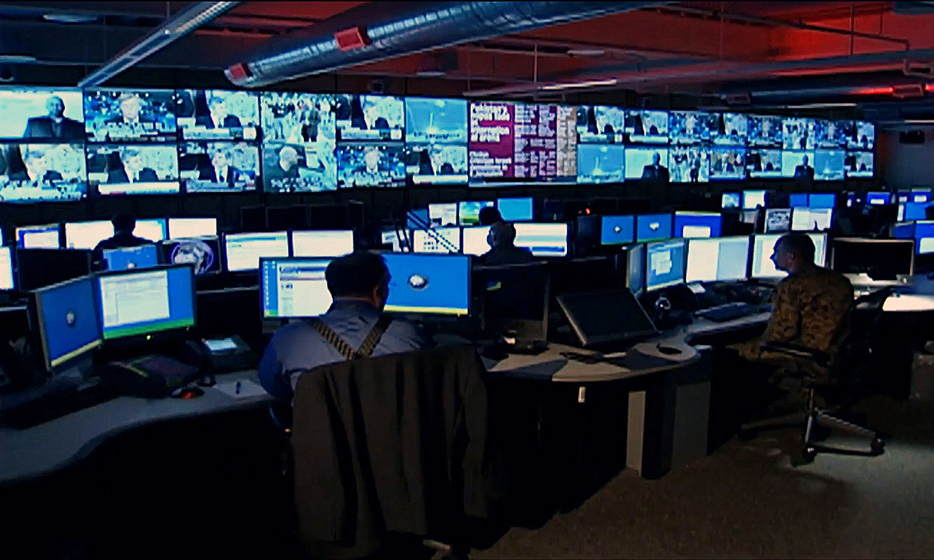
Defense Intelligence Agency (DIA)

Un servicio de inteligencia es una agencia gubernamental dedicada a obtener información fundamentándose en la seguridad nacional. Existen empresas de inteligencia privadas que trabajan con los servicios secretos o servicios de inteligencia de distintos países así como con empresas o particulares que soliciten sus servicios.

## Colaboración
Se suelen dar ocasiones en que dos o más agentes de diferentes servicios de inteligencia y destacados en el extranjero intercambien o complementen información.

## Lugares de acción
- En el territorio nacional.
- En territorio extranjero para cubrir acciones en este territorio.
- En territorio extranjero para cubrir acciones en un país desde un tercer país.

## Duplicidad de funciones
Hay casos de países que mantienen diversos servicios de inteligencia, uno por cada rama de las fuerzas armadas o por ámbitos de duplicidad de funciones y las versiones pueden coincidir, tener ciertas diferencias, o ser diametralmente opuestas.

## Similitudes y diferencias entre diplomacia y servicios de inteligencia
- Se parecen en los siguientes casos:
  - Ambos obtienen información de carácter lícito y de fuentes oficiales.
  - La información es obtenida lícitamente por el diplomático y procede de las diversas reparticiones públicas del Estado receptor.
  - El agregado militar o de defensa la obtiene de fuente militar en forma oficial.

- Se diferencian en los siguientes casos:
  - La diplomacia obtiene información por medios exclusivamente lícitos y actúa de acuerdo a la Convención de Viena sobre Relaciones Diplomáticas (1961).
  - El diplomático negocia con el Estado receptor o con una empresa a fin de lograr transferencia de tecnología. Negocia para formalizar un acuerdo oficial en ese sentido.
  - En ciertos países, los agentes del servicio de inteligencia local realizan seguimiento a diplomáticos extranjeros acreditados ante el país donde ejercen funciones oficiales. Esta acción se acentúa cuando el nivel de relaciones diplomáticas se convierte en crítico o preocupante.

## Contraste de información
El flujo de la información estrictamente secreta termina en manos del jefe de Estado para la toma de decisiones. A veces, antes de llegar a este nivel, suele informarse a la cancillería de su propio país a fin de solicitar información sobre determinado tema y complementar información, luego de lo cual, dicha información depurada, o bien es tratada en el seno del Consejo de Ministros, si la misma involucra varios sectores de interés estatal o la importancia es tal que así lo amerite o bien es alcanzada directamente al jefe de Estado para su conocimiento y fines consiguientes.

## Representaciones en otros países

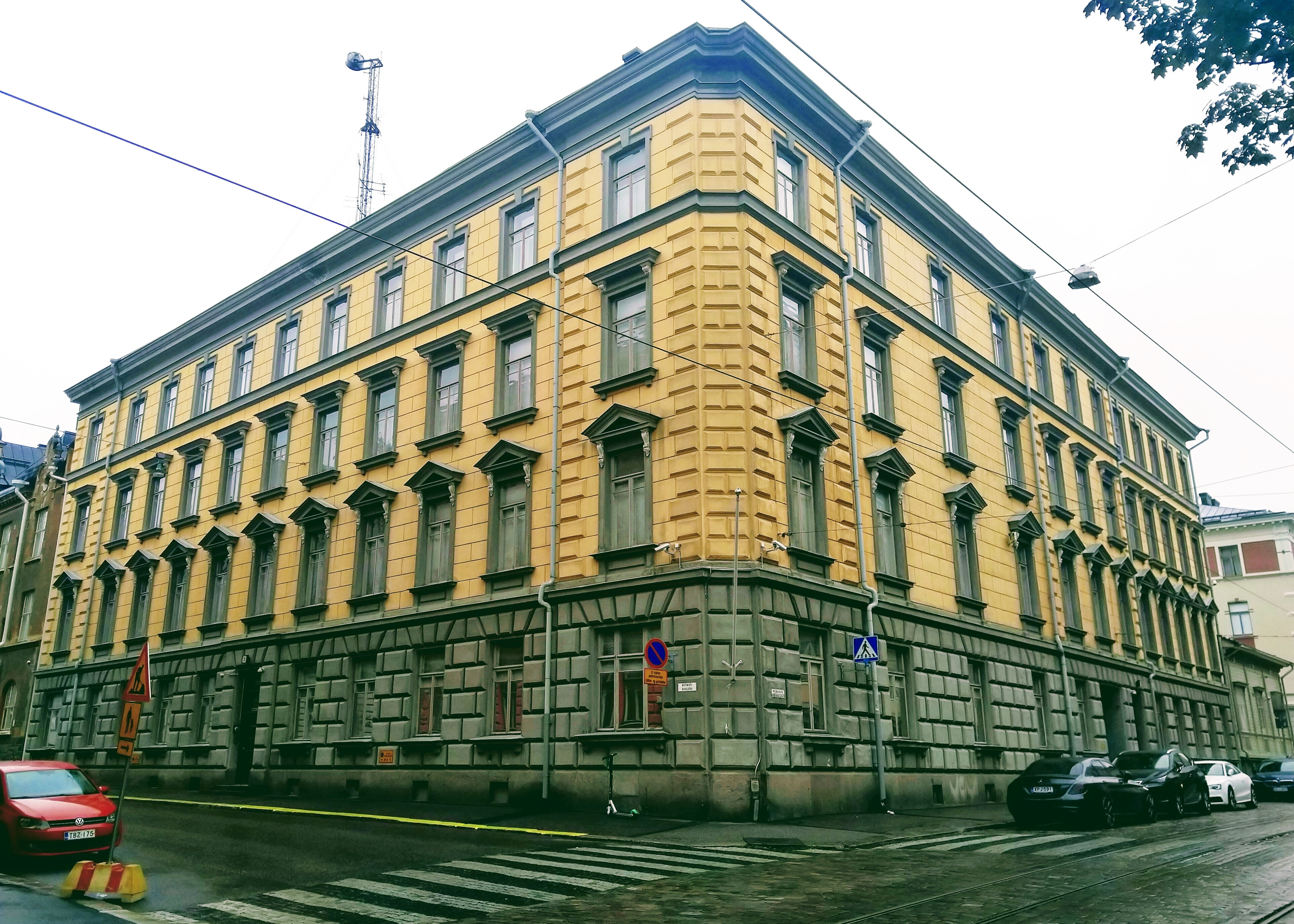
La sede del Servicio de Inteligencia de Seguridad de Finlandia (SUPO) en Helsinki, Finlandia.

Se da el caso que en ciertos países existe tal libertad o una legislación laxa sobre la materia, que es el lugar preferido para centralizar las acciones en determinados grupos de países.
Este es el caso de Suecia, donde la mayor parte de los más importantes servicios de inteligencia del mundo tienen un centro de actividad regional, en este caso, Europa. La actividad es tal que los miembros de los servicios de inteligencia generalmente se conocen entre ellos y comparten información. O sea, saben perfectamente a quién acudir en determinadas circunstancias.[cita requerida]

## Servicios de inteligencia por país

### África

#### ArgeliaArgelia
- Disueltos:
  - Departamento de Inteligencia y Seguridad (DIS)

#### Chad
- Agencia Nacional de Seguridad (Agence nationale de sécurité, ANS)

#### EgiptoEgipto
- Dirección General de Inteligencia (Al-Mukhabarat al-'Ammah)
- Oficina de Investigación de la Seguridad del Estado (Mabahith al-Amn al-Dawla'Ulya)

#### EtiopíaEtiopía
- Servicio Nacional de Inteligencia y Seguridad (NISS)

#### LiberiaLiberia
- Agencia de Seguridad Nacional (NSA)

#### LibiaLibia
- Servicio de Seguridad Exterior
- Servicio de Seguridad Interna
- Disueltos:

- Jamahiriya el-Mukhabarat

#### MarruecosMarruecos
- Dirección General de Estudios y Documentación (DGED)
- Dirección de Inteligencia Militar (DRM)
- Dirección General de Seguridad Nacional (DGSN)
- Dirección de Vigilancia del Territorio (DST)

#### NamibiaNamibia
- Servicio Central de Inteligencia de Namibia (NCIS)

#### Sudán
- Servicio de Inteligencia General (Jihaaz Al Amn Wal Mukhaabaraat Al Watani, NISS)

#### Sudáfrica
- Agencia de Seguridad del Estado (SSA)

#### ZimbabueZimbabue
- Organización Central de Inteligencia (CIO)

### América

#### Argentina
- Secretaria de Inteligincia del Estado (SIDE)
- Dirección Nacional de Inteligencia Estratégica Militar (DNIEM)
- Dirección Nacional de Inteligencia Criminal (DNIC)
- Departamento Federal de Investigaciones (DFI)
- Disueltos:
  - Secretaría de Inteligencia (SI)

#### BoliviaBolivia
- Dirección de Inteligencia del Estado Plurinacional (DIDEP)
- Servicio de Inteligencia del Estado (Consejo Nacional)
- Dirección Nacional de Inteligencia (Ministerio de Gobierno)
- Departamento II de Inteligencia del Estado Mayor General (Ministerio de Defensa)

#### BrasilBrasil
- Agencia Brasileña de Inteligencia (ABIN)

#### CanadáCanadá
- Servicio Canadiense de Inteligencia y Seguridad (CSIS/SCRS)

#### ChileChile
- Agencia Nacional de Inteligencia (ANI)
- Disueltos:
  - Dirección de Inteligencia Nacional (DINA)
  - Central Nacional de Informaciones (CNI)
  - Servicio de Inteligencia Naval (SIN)

#### ColombiaColombia
- Dirección Nacional de Inteligencia (DNI)
- Dirección de Inteligencia Policial (DIPOL)
- Unidad de Información y Análisis Financiero (UIAF)
- Departamento de Inteligencia y Contrainteligencia Militar (CEDE2)
- Jefatura de Inteligencia Naval de la Armada (JINAV)
- Jefatura Inteligencia Aérea Espacial y Ciberespacial (JIAEC)
- Departamento Conjunto de Inteligencia y Contrainteligencia (CGDJ2)
- Disueltos:
  - Departamento Administrativo de Seguridad (DAS)
  - Servicio de Inteligencia Colombiano (SIC)

#### Costa RicaCosta Rica
- Dirección de Inteligencia y Seguridad (DIS)

#### CubaCuba
- Dirección de Inteligencia (G2) (ant. Dirección General de Inteligencia, DGI)
- Dirección de Inteligencia Militar (SIM)
- Departamento Seguridad del Estado (DSE)

#### EcuadorEcuador
- Centro de Inteligencia Estratégica
- Servicio de Inteligencia del Ejército
- Servicio de Inteligencia de la Armada
- Servicio de Inteligencia de la Fuerza Aérea
- Servicio de Inteligencia de la Policía

#### El SalvadorEl Salvador
- Organismo de Inteligencia del Estado (OIE)
- Disueltos:
  - Agencia de Seguridad Nacional Salvadoreña (ANSESAL)

#### Estados Unidos
- Agencia Central de Inteligencia (CIA)
- Agencia de Inteligencia de la Defensa (DIA)
- Agencia de Seguridad Nacional (NSA)
- Oficina Federal de Investigación (FBI)
- Servicio Secreto de Estados Unidos (USSS)
- Servicio de Investigación Criminal Naval (NCIS)
- Oficina de Investigaciones Especiales de la Fuerza Aérea (AFOSI)
- Servicio de Investigación de la Guardia Costera (CGIS)
- Comando de Investigación Criminal del Ejército de los Estados Unidos (USACIC)
- Servicio de Seguridad Diplomática (DSS)
- Disueltos:
  - Agencia de Información de los Estados Unidos (USIA)
  - Oficina de Servicios Estratégicos (OSS)

#### HaitíHaití
- Disueltos:
  - Service d'Intelligence National (National Intelligence Service, SIN)

#### MéxicoMéxico
- Centro Nacional de Inteligencia (CNI)
- Agencia de Investigación Criminal (AIC)
- División de Inteligencia de la Policía Federal Ministerial (PFM)
- Disueltos:
  - Dirección Federal de Seguridad (DFS)

#### PanamáPanamá
- Consejo de Seguridad Nacional y Defensa
- Dirección de Inteligencia de la Policía Nacional
- Dirección de Inteligencia del Servicio Nacional Aeronaval
- Dirección de Inteligencia del Servicio Nacional de Fronteras

#### ParaguayParaguay
- Secretaría Nacional de Inteligencia (SNI)

#### PerúPerú
- Dirección Nacional de Inteligencia (DINI)
- Servicio de Inteligencia del Ejército (SIE)
- Dirección de Inteligencia de la Policía Nacional (DIRIN)
- Disueltos:
  - Servicio de Inteligencia Nacional (SIN)
  - Dirección Nacional de Inteligencia Estratégica (DINIE)

#### República DominicanaRepública Dominicana
- Departamento Nacional de Investigaciones (DNI)
- Dirección de Inteligencia del Estado Mayor Conjunto (J2)
- Dirección de Inteligencia del Ejército Nacional (G2)
- Dirección de Inteligencia Fuerza Aérea (A2)
- División de Inteligencia Naval (M2)

#### UruguayUruguay
- Secretaría de Inteligencia Estratégica de Estado (SIEE)

#### VenezuelaVenezuela
- Servicio Bolivariano de Inteligencia Nacional (SEBIN)
- Dirección General de Contrainteligencia Militar (DGCIM)
- Disueltos:
  - Dirección de los Servicios de Inteligencia y Prevención (DISIP)

### Asia

#### AfganistánAfganistán
- Dirección General de Inteligencia (GDI)
- Disueltos:
  - Servicio de inteligencia de la República Democrática de Afganistán (VAD)

#### Arabia SauditaArabia Saudita
- Presidencia General de Inteligencia (Ri'āsat Al-Istikhbārāt Al-1'Āmah)

#### ArmeniaArmenia
- Servicio de Seguridad Nacional (Hayastani Azgayin Anvtangut’yan Tsarrayut’yun, NSS)

#### BangladésBangladés
- Dirección General de las Fuerzas de Inteligencia (DGFI)

#### BaréinBaréin
- Agencia de Seguridad Nacional (ASN)

#### ChinaChina
- Ministerio de Seguridad del Estado (MSS)
- Oficina de Inteligencia del Estado Mayor

#### Corea del NorteCorea del Norte
- Departamento de Seguridad Estatal

#### Corea del SurCorea del Sur
- Servicio de Inteligencia Nacional (NIS)

#### Emiratos Árabes UnidosEAU
- Agencia de Inteligencia de Señales (SIA)

#### FilipinasFilipinas
- Agencia Coordinadora Nacional de Inteligencia (NICA)
- Oficina Nacional de Investigación (NBI)
- Servicio de Inteligencia de las Fuerzas Armadas de Filipinas (ISAFP)
- Grupo de Inteligencia de la Policía Nacional de Filipinas (PNP-IG)
- Grupo de Inteligencia de la Oficina de Aduanas (BOC-IG)

#### India
- Agencia Nacional de Investigación (NIA)
- Oficina Central de Investigación (CBI)
- Ala de Investigación y Análisis (RAW)
- Oficina de inteligencia (IB)

#### IndonesiaIndonesia
- Agencia Estatal de Inteligencia (Badan Intelijen Negara, BIN)
- Agencia de Inteligencia Estratégica de Indonesia (Badan Intelijen Strategis Tentara Nasional Indonesia, BAIS TNI)

#### IránIrán
- Ministerio de Inteligencia y Seguridad Nacional (Vezarat-e Ettela'at va Amniyat-e Keshvar, VEVAK)

#### IrakIrak
- Servicio Nacional de Inteligencia Iraquí (INIS)

#### IsraelIsrael
- Mosad (inteligencia externa)
- Shin Bet (inteligencia interna)
- Directorio de Inteligencia Militar (AMAN)

#### JapónJapón
- Secretaría del Gabinete
  - Oficina de Inteligencia e Investigación del Gabinete (Naichō)

#### PakistánPakistán
- Inter-Services Intelligence (ISI)
- Directorio General de Inteligencia Militar (MI)
- Oficina de Inteligencia (IB)

#### PalestinaPalestina
- Servicios de Seguridad Palestinos
  - Servicio de Seguridad Preventiva (PSS)
  - Fuerzas de Seguridad Nacionales Palestinas (NSF)

#### SingapurSingapur
- Departamento de Seguridad Interna (DSI)
- División de Inteligencia (SID)

#### SiriaSiria
- Dirección de Inteligencia Militar (Shu'bat al-Mukhabarat al-'Askariyya)
- Dirección de Inteligencia de la Fuerza Aérea (Idarat al-Mukhabarat al-Jawiyya)
- Dirección General de Seguridad (Idarat al-Mukhābarāt al-Ammāh)

#### Sri LankaSri Lanka
- Servicio de Inteligencia del Estado (SIS)

#### República de China
- Oficina de Seguridad Nacional (NSB)

#### Tailandia
- Ministerio de Asuntos Exteriores (Krasuang Kan Tang Prathet)
- Ministerio del Interior (Krasuang Mahatthai)

#### TurquíaTurquía
- Organización Nacional de Inteligencia (Milli İstihbarat Teşkilatı)

#### Turkmenistán
- Ministerio de Seguridad Nacional (Türkmenistanyň Milli howpsuzlyk ministrilgi, MSN)

#### VietnamVietnam
- Ministerio de Defensa Nacional

#### YemenYemen
- Oficina de Seguridad Nacional (OSN)

### Europa
Unión Europea
- EU INTCEN (Intelligence and Situation Center/ Centro de Inteligencia y Situación)
  - Grupo Contra el Terrorismo (Counter Terrorism Group, CTG)
- Estado Mayor de la Unión Europea (EMUE)

- Centro de Satélites de la Unión Europea (EU SatCen)

#### AlemaniaAlemania
- Servicio Federal de Inteligencia (Bundesnachrichtendienst, BND)
- Oficina Federal para la Protección de la Constitución (Bundesamt für Verfassungsschutz, BfV)
- Oficina Federal de Investigación Criminal (Bundeskriminalamt, BKA)
- Agencia de Contrainteligencia Militar (Militärischer Abschirmdienst, MAD)
- Centro Conjunto de Contraterrorismo (GTAZ)

#### AustriaAustria
- Oficina Federal de Investigación Criminal (Bundeskriminalamt, BK)
- Oficina Federal para la Protección de la Constitución (Bundesamt für Verfassungsschutz und Terrorismusbekämpfung, BVT)
- Servicio de Inteligencia Militar Exterior (Heerenachrichtenamt, HNaA)

#### BélgicaBélgica
- Servicio de Seguridad del Estado (Staatsveiligheid / Sûreté de l'État)

#### BielorrusiaBielorrusia
- Agencia de Seguridad del Estado de la República de Bielorrusia (KGB)

#### Bosnia y HerzegovinaBosnia y Herzegovina
- Agencia de Inteligencia-Seguridad de Bosnia y Herzegovina (OSA-OBA BiH)

#### BulgariaBulgaria
- Agencia Estatal de Inteligencia (Dǎržavna Agencija "Razuznavane", AEI)

#### República ChecaRepública Checa
- Servicio de Información de la Seguridad (Bezpečnostní informační služba, BIS)
- Oficina de Relaciones Exteriores y de la Información (Úřad pro Zahraniční styky un Informace, ÚZSI)
- Oficina de Inteligencia Militar (Vojenské zpravodajství, VZ)

#### CroaciaCroacia
- Agencia de Seguridad e Inteligencia (Sigurnosno-obavještajna agencija, SOA)

#### DinamarcaDinamarca
- Servicio de Seguridad e Inteligencia (Politiets Efterretningstjeneste, PET)
- Servicio de Inteligencia de Defensa (Forsvarets Efterretningstjeneste, FE)

#### EslovaquiaEslovaquia
- Servicio de Información (Slovenská informačná služba, SIS)
- Servicio de Inteligencia Militar (Vojenská spravodajská služba, VSS)

#### EspañaEspaña
- Centro Nacional de Inteligencia (CNI)
- Comisaría General de Información (CGI) de la Policía Nacional
- Jefatura de Información (SIGC) de la Guardia Civil
- Centro de Inteligencia de las Fuerzas Armadas (CIFAS)
- Centro de Inteligencia contra el Terrorismo y el Crimen Organizado (CITCO)
- Disueltos:
  - Servicio de Información Militar (SIM)
  - Organización Contrasubversiva Nacional (OCN)
  - Servicio Central de Documentación (SECED)
  - Centro Superior de Información de la Defensa (CESID)

#### EstoniaEstonia
- Servicio de Seguridad Interior de Estonia (Kaitsepolitseiamet, KAPO)

#### FinlandiaFinlandia
- Servicio de Inteligencia de la Seguridad (Suojelupoliisi, SuPo / Supo)

#### Francia
- Dirección General de Seguridad Exterior (Direction générale de la sécurité extérieure, DGSE)
- Dirección General de Seguridad Interna (Direction générale de la Sécurité intérieure, DGSI)

#### GeorgiaGeorgia
- Servicio de Inteligencia de Georgia (საქართველოს დაზვერვის სამსახური)
- Servicio de Seguridad del Estado de Georgia (სახელმწიფო უსაფრთხოების სამსახური)

#### GreciaGrecia
- Servicio de Inteligencia Nacional (Ethnikí Ypiresía Pliroforión, EYP)

#### HungríaHungría
- Oficina de Información (Információs Hivatal)
- Oficina de Protección de la Constitución (Alkotmányvédelmi Hivatal, AH)
- Centro Antiterrorista (Terrorelhárítási Központ, TEK)

#### Irlanda
- Unidad Nacional de Vigilancia (NSU) de la Garda
- Inteligencia del Ejército (G2)

#### ItaliaItalia
- Agencia de Información y Seguridad Interior (AISI)
- Agencia de Información y Seguridad Exterior (AISE)

#### KosovoKosovo
- Agencia de Inteligencia de Kosovo (AIK)

#### LuxemburgoLuxemburgo
- Servicio de Información del Estado (Service de Renseignement de l'État Luxembourgeois, SREL)

#### NoruegaNoruega
- Servicio de Inteligencia Noruego (Etterretningstjenesten)

#### Países BajosPaíses Bajos
- Servicio General de Inteligencia y Seguridad (Algemene Inlichtingen-en Veiligheidsdienst, AIVD)
- Servicio de Inteligencia Interior y Militar (Militaire Inlichtingen-en Veiligheidsdienst, MIVD)
- Unidad Nacional de Contraterrorismo (Nationaal Coordinador Terrorismebestrijding, NCTB)
- Servicio de Información e Investigación Fiscal (Fiscale Inlichtingen-en Opsporingsdienst, FOID-ECD)

#### PoloniaPolonia
- Agencia de Inteligencia (Agencja Wywiadu , AW)
- Agencia de Seguridad Interna (Agencja Bezpieczeństwa Wewnętrznego, ABW)
- Servicio de Inteligencia Militar (Służba Wywiadu Wojskowego, SWW)
- Servicio de Contrainteligencia Militar (Służba Kontrwywiadu Wojskowego, SKW)

#### Reino UnidoReino Unido
- Servicio Secreto de Inteligencia (SIS / MI6)
- Servicio de Seguridad (MI5)
- Cuartel General de Comunicaciones del Gobierno (Government Communications Headquarters, GCHQ)

#### RumaniaRumania
- Servicio de Inteligencia Rumano (Serviciul Român de Informații, SRI)

#### RusiaRusia
- Servicio Federal de Seguridad (Federálnaya Sluzhba Bezopásnosti, FSB)
- Directorio Principal de Inteligencia (Glávnoye Razvédyvatelnoye Upravlenie Genshtaba, GRU)
- Servicio de Inteligencia Exterior (Sluzhba Vneshney Razvedki, SVR)
- Disueltos:
  - KGB (de la antigua Unión Soviética)

#### SerbiaSerbia
- Agencia de Información de Seguridad (Bezbednosno Informativna Agencija / BIA)
- Disueltos:
  - Departamento para la Protección del Pueblo (OZNA) (RFS de Yugoslavia)
  - Administración de Seguridad del Estado (UBDA) (RFS de Yugoslavia)

#### SueciaSuecia
- Oficina de Inteligencia (Underrättelsekontoret, UNDK)

#### SuizaSuiza
- Departamento Federal de Defensa, Protección de la Población y Deportes
  - Servicio de Inteligencia Federal (Nachrichtendienst des Bundes, NDB)

#### UcraniaUcrania
- Central de Inteligencia de la Dirección (Holovne Upravlinnya Rozvidky, HUR)
- Servicio de Seguridad de Ucrania (Sluzhba Bezpeky Ukrayiny, SBU)
- Servicio de Inteligencia Exterior (Sluzhba Zovnishnioyi ozvidky Ukrayiny, SZR / SZRU)
- Dirección Principal de Inteligencia (Holovne upravlinnja rozvidky Ministerstva oborony Ukrajiny, HUR MO / GUR MO)

### Oceanía

#### Australia
- Serivio Secreto de Inteligencia (ASIS)
- Organización de Inteligencia de la Seguridad (ASIO)

#### Nueva ZelandaNueva Zelanda
- Servicio de Inteligencia de la Seguridad (NZSIS)
- Oficina Gubernamental de Seguridad de las Comunicaciones (GCSB)